# Mesta Peak
Der Mesta Peak (englisch; bulgarisch връх Места wrach Mesta) ist ein rund 400 m hoher und spitzer Berg auf der Livingston-Insel im Archipel der Südlichen Shetlandinseln. Im Delchev Ridge der Tangra Mountains ragt er 1,6 km östlich bis nördlich des Kalojan-Nunatak, 1,05 km nordöstlich bis östlich des Shabla Knoll und 1,95 km südwestlich bis westlich des Renier Point auf. Der östliche Ausläufer des Sopot-Piedmont-Gletschers liegt nördlich von ihm.
Die bulgarische Kommission für Antarktische Geographische Namen benannte ihn 2004 nach dem Fluss Mesta (auch bekannt als Nestos) in Bulgarien und dem nördlichen Griechenland.